# Brandy Clark
Brandy Lynn Clark (Morton, 1977) è una cantautrice statunitense.

## Biografia
Brandy Clark nasce a Morton, Washington, ove sin da bambina viene influenzata dal Country pop e dal country tradizionale, che sente suonare in casa dai suoi genitori e da sua nonna.
A nove anni impara a suonare la chitarra, inizierà a cantare e a scrivere canzoni.
Nel 2021 si dichiara lesbica.

## Carriera
Nata a Morton (Washington), è interprete di musica country.
Le sue canzoni sono state interpretate da Miranda Lambert, The Band Perry, Reba McEntire, LeAnn Rimes, Billy Currington, Darius Rucker e Kacey Musgraves.
Nell'ottobre 2013 ha pubblicato l'album 12 Stories, prodotto da Dave Brainard.
Ha ricevuto la candidatura ai Grammy Awards 2015 come Best New Artist.

## Discografia

### Album in studio
- 2013 – 12 Stories
- 2016 – Big Day in a Small Town
- 2020 – Your Life Is a Record
- 2023 - Brandy Clark

### Album dal vivo
- 2017 – Live from Los Angeles

### EP
- 2012 – Brandy Clark